# LogForum
LogForum – czasopismo naukowe, platforma wymiany osiągnięć naukowych i ich implementacji w obszarze logistyki. Pismo zostało założone przez Wyższą Szkołę Logistyki w Poznaniu w 2005 roku.
Czasopismo publikuje recenzowane artykuły naukowe, ze szczególnym uwzględnieniem praktycznych aspektów logistyki, obejmujących następujące zagadnienia:
- magazynowanie, pakowanie i transport,
- strategie logistyczne,
- koszty logistyki i controlling,
- modelowanie, symulację i optymalizację procesów logistycznych,
- technologie, systemy i standardy informacyjne w systemach logistycznych,
- technikę i technologie infrastruktury logistycznej,
- edukację logistyczną.

Pismo jest wydawane w wersji drukowanej (ISSN 1895-2038), elektronicznej (ISSN 1734-459X) oraz w wersji mobilnej, które są tożsame z wersją drukowaną (podstawową).
Czasopismo jest indeksowane przez wiele baz, a od 2019 r. ma w bazie SCOPUS przyznane Citation Score.
LogForum umożliwia darmowy dostęp do pełnego tekstu wszystkich publikacji zgodnie z licencją open-access. Artykuły są udostępnianie na zasadach Creative Commons, CC BY-NC – przy uznaniu autorstwa i użyciu niekomercyjnym.
Kwartalnik znajduje się w wykazie czasopism naukowych prowadzonym przez Ministra Edukacji i Nauki z przyznaną liczbą 200 punktów.